# Датская музыка
Датская музыка относится к числу древнейших в Европе. Дo XII века музыка Дании ограничивалась народными жанрами, позже начала зарождаться светская и духовная музыка. Начиная с XVI века в Дании развивается классическая музыка. Известный композитор Карл Нильсен считается величайшим композитором Дании. В сфере балета отличился балетмейстер Август Бурновиль, благодаря которому датский балет достиг вершины мастерства. Из датских исполнителей в стране популярны музыкальные коллективы Aqua, The Raveonettes, Alphabeat, Mew, Iron Fire, Volbeat, Mercyful Fate и др. Также популярен джаз, в Копенгагене ежегодно проходит джазовый фестиваль. В городе Роскилле каждым летом проходит рок-фестиваль, в котором принимают участие многие мировые звёзды рока.

## Сложение и развитие

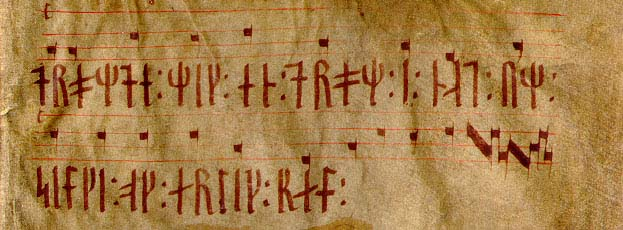
Страница, содержащая старейшую скандинавскую нотацию

Первое письменное описание датской музыки встречается в хронике «Деяния данов» (лат. «Gesta Danorum», XII век) Саксона Грамматика, которую он написал по поручению архиепископа Абсалона. Найденные на территории Дании образцы лура и горна, принадлежащие к IV веку до н. э., свидетельствуют о древнейших истоках датской музыкальной культуры. Манускрипт «Рунический кодекс» (лат. «Codex Runicus» XIII-XIV вв.) содержит старейшую скандинавскую нотацию, а также отрывок текста песни — Drømdæ mik æn drøm i nat (Мне снился сон прошлой ночью, совр. дат. Drømte mig en drøm i nat), из-за чего эта мелодия известна как «Баллада о сне». Однако, первые профессиональные культовые произведения появились лишь в XII веке.
До XII века основными носителями датской народной музыки были скальды, служившие преимущественно при дворах конунгов и исполнявшие песни героико-эпического характера, и гёглеры — бродячие музыканты, исполнявшие танцевальные мелодии. Датский фольклор во многом схож с немецким миннезангом и французской балладой. После распространения в Дании христианства в обиход вошло григорианское пение. В XV—XVI веках в Дании начала развивается духовная и светская музыка.

## Народная музыка
Вокальная традиция, возникшая в Дании, относится к средневековью.. Сохранились датские баллады этого периода, которые исполнялись также в XX веке. А большинство мелодий инструментальной фольклорной музыки появились в XIX веке, хотя первые образцы относятся к XVIII веку. В основном эти мелодии являются вариациями английских и польских танцев XVIII века. Самый распространённый музыкальный инструмент в Дании — скрипка.
Наиболее значительную роль для датского фольклора сыграли городские музыканты (т. н. дат. Stadsmusikanter). Они действовали в Дании в период с 1660 года по 1800 год. Ещё в XVI веке городские музыканты появились в Копенгагене и других шести городах. Их система окончательно сформировалась в XVII веке, когда Stradsmusikanter уже имели 26 канцелярий по всей стране и могли также выступать за пределами городов. В 1800 году, согласно Королевской резолюции городские музыканты были распущены, но продолжили свою деятельность. Однако, после создания конституции (1848), монополия городских музыкантов потеряла влияние.
Первую коллекцию народных песен издал собиратель фольклора Э. Т. Кристенсен. В 1904 году он основал датский фольклорный архив, действующий по сей день.
Возрождение фолк-музыки началось в 1970-х. Фолк используют в своей музыке популярные в Дании музыканты Sebastian, Ларс Лилхольт, совмещающий фолк с роком, группа Sorten Muld, смешавшая в своём творчестве традиционную музыку с электронной, а также фарерская певица Айвёр Полсдоттир.

## Классическая музыка
В XV веке были созданы первые капеллы, среди них — Королевская капелла Копенгагена, которой в дальнейшем руководили первые датские профессиональные композиторы: М. Педерсен, X. Нильсен, Я. Эрн, X. Брахрогге. В других капеллах служили композиторы М. Борхгревинк и М. Хак. Здесь также работали иностранные музыканты эпохи барокко, в том числе англичанин Джон Доуленд, немцы Генрих Шютц, Матиас Векман и датско-немецкий композитор Дитрих Букстехуде. Букстехуде, основавший северо-немецкую органную школу, считается крупнейшим авторитетом органной музыки своего времени. Во второй половине XVI века начали печататься народные песни и сочинения датских композиторов. В числе подобных изданий: «Градуалы» («Graduale», 1573, H. Есперсен), «Книга псалмов» («Salmebog», 1569, X. Томиссенс), сборник «Сто избранных датских песен» («Et hundrede utvalgte danske Viser», 1591, А. С. Ведель), включивший в себя датские баллады, и «Книга трубача» («Trompeterbuch», 1598, Г. Любек). В 1646 году была напечатана книга «Heptachordum Danicum» X. M. Равна, положившая начало датскому музыковедению.

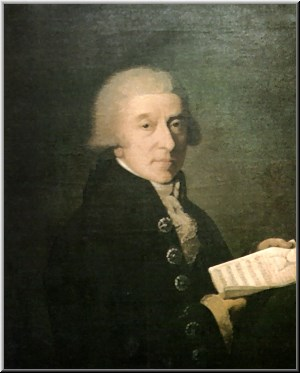
Джузеппе Сарти

В XVII—XVIII веках в Дании были популярны балет и опера (итальянская, затем немецкая). В 1689 году в Копенгагене был построен театр для оперных представлений, который сгорел после второго спектакля. Затем в 1713 году в Копенгагене был открыт театр, в котором гастролировали иностранные труппы, в том числе Гамбургская опера во главе с Райнхардом Кайзером (в 1721—1723 годах); здесь Кайзер впервые поставил свою оперу «Уллис». В 1748 году был открыт Копенгагенский оперный театр, в котором до 1756 года гастролировала труппа Пьетро Минготти. В спектаклях труппы Минготти дирижировали Кристоф Виллибальд Глюк и Джузеппе Сарти. В этот период национальная музыка начинает очищаться от иностранного влияния: в 1744 году было основано Музыкальное общество, на концертах которого выступали со своими сочинениями датские композиторы и которое сыграло важную роль в музыкальной жизни Дании, в 1756 году была написана и впервые поставлена первая датская опера на национальный сюжет — «Зло и спасение души» («Gram og Signe»), написанная Сарти и Н. Бредалем и пользовавшаяся успехом. В 1789 году по инициативе И. А. П. Шульца была создана датская национальная оперная труппа.
В произведениях второй половины XVIII — начала XIX века чувствуется связь с национальным фольклором, среди сочинений в национальном стиле: «Песни в народном духе» («Lieder im Volkston», 1782—1790, Шульц, «Хольгер Данске» (1789, Ф. Кунцен), «Свадьба Петера» («Peters Bryllup», 1793), «Смерть Бальдера» («Balders Død», 1777) и «Рыбаки» («Fiskerne», 1779) Э. Хартмана. Народные мотивы также использованы в зингшпиле «Безумства молодости» («Ungdom og Galskab», 1806, Э. Дюпюи), творчестве Ф. Кулау, зингшпилях К. Э. Ф. Вайсе. Важную роль сыграл композитор Нильс Гаде — предводитель датской композиторской школы, первым внёсший в европейскую музыку скандинавские мотивы. В 1814 году началась регулярная публикация датских народных песен.
Свою лепту в развитие классической музыки внёс Иоганн Петер Эмилиус Хартман, принявший участие в основании Музыкального объединения (1836, Копенгаген) и Королевской консерватории (1867, совместно с Нильсом Гаде) и самостоятельно основавший Студенческое певческое объединение (1839). В XVIII веке также были созданы Певческое объединение (1843) и оперный театр (1846) в Оденсе, Музыкальное объединение в Орхусе (1856), в Копенгагене в 1851—1934 годах действовало общество «Цецилия», целью которого было популяризировать музыку XVI—XVIII веков. В 1836 году начал публиковаться первый музыкальный журнал «Musikalsk Tidende».

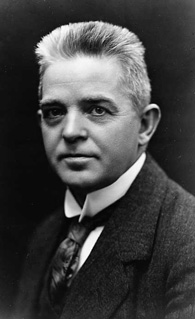
Карл Нильсен

В музыке второй половине XVIII века преобладает национальный романтизм. Он проявился в произведениях композиторов П. А. Гейзе, Х. Паулли и др. Представители позднего романтизма: П. Э. Ланге-Мюллер (написал около 250 песен) и А. Энна (писал в духе итальянского веризма). Важную роль для датской музыкальной жизни сыграл норвежский дирижёр и композитор Юхан Северин Свенсен, один из виднейших представителей норвежской школы. Датский композитор Карл Нильсен основал датскую национальную школу, смешал национальные традиции с неоромантизмом и политональностью. Нильсен признан крупнейшим представителем датской музыки, его 4-я и 5-я симфонии входят в число лучших симфоний XX века. Карл Нильсен оказал глубокое влияние на других композиторов.
Датские композиторы конца XIX — начала XX века использовали традиции романтизма XIX века (А. Хамерик, П. Кленау, В. Бендикс, Л. Нильсен), атонализма (Э. Хамерик), импрессионизма (К. Риссагер, Н. В. Бенстон и др.). Среди других композиторов — С. Вестергор, Карл Герлах (также оперный певец), Х. Д. Коппель, Ф. Вейс, Л. Тюбо, Б. Левкович. В начале XX века в Дании вновь начали основываться музыкальные организации и общества, в том числе в Копенгагене — Датское концертное объединение (с 1901), Датский союз музыкантов (1911), Датский союз композиторов (1913), Датский союз органистов и канторов, Филармоническое общество (1920—1934), хор «Палестрина» (1922—1935), хор и оркестр Датского радио (1925); в Орхусе — городской оркестр (1935) и Филармоническое общество; в Оденсе — симфонический оркестр и хоровые общества. Крупнейшим исполнительским коллективом Дании XX века был оркестр радио. С 1925 года в Копенгагене регулярно выходит музыкальный журнал «Dansk Musiktidskrift», а с 1952 года — «Nordisk Musikkultur».
Многие из датских исполнителей выступали за рубежом. Известные скрипачи: А. Свенсен, В. Тофте, Э. М. Брун, Ю. Коппель, К. Лаурсен, Г. Хольст; пианисты: В. Киль, П. М. К. Рюбнер, более поздние — В. Шёлер, О. Виллумсен, В. Отто-Ланцки (также валторнист); виолончелисты: Э. Хёберг, Л. Енсен, К. Б. Динитцен, Т. А. Свенсен; оперный певец Лауриц Мельхиор. Известны музыковеды А. Хаммерих, К. Еппесен, П. Ингерслев-Йенсен, Н. Скьёрринг, X. Панум, С. Хаген, Э. Абрахамсен.
Творчество современных датских музыкантов развивается под влиянием более ранних композиторов (таких как Карл Нильсен, Эббе Хамерик и др.) В 1950 году была учреждена Премия Леони Соннинг, которая присуждается ежегодно как датским, так и зарубежным музыкантам (среди лауреатов Игорь Стравинский, Артур Рубинштейн, Дмитрий Шостакович, Даниэль Баренбойм). Начиная с 1980 года в Оденсе проходит Международный конкурс имени Карла Нильсена.

## Джаз
Развитию датского джаза положил начало саксофонист Вальдемар Эйберг в 1923 году, когда создал первый национальный джазовый коллектив. В августе 1924 года Эйберг сделал первые джазовые записи в Дании («I’ve Got a Cross-Eyed Papa» и «In Bluebird Land»). Зарубежные исполнители, в том числе американец Сэм Вудинг, способствовали дальнейшему развитию датской джазовой музыки. В 1930-х годах данный жанр стал очень популярным в Дании. В этот период деятельность развернули пианист Лео Матисен, также писавший музыку к фильмам, и его оркестр, и дирижёр Эрик Туксен, собравший в 1932 году свой джаз-оркестр.
В 1940-х Дания была оккупирована фашистской Германией. В свете создавшегося положения джаз стал подпольным жанром. Джазовые музыканты своим творчеством выражали протест против немецкой оккупации. Этот период принято считать Золотым Веком датского джаза, когда жанр начал развиваться особенно интенсивно. После Второй мировой войны в стране начали набирать популярность новоорлеанский джаз и бибоп. Копенгаген стал джазовым центром страны, в 1950-х многие американские джазовые музыканты приезжали с гастролями в столицу, в их числе Элла Фицджеральд, Стэн Гетц, Декстер Гордон, Бен Уэбстер, Эрни Уилкинс, Эд Тигпен, Оскар Петтифорд и др. В 1959 году в Копенгагене открылся джазовый клуб Jazzhus Montmartre, где выступали многие зарубежные исполнители.

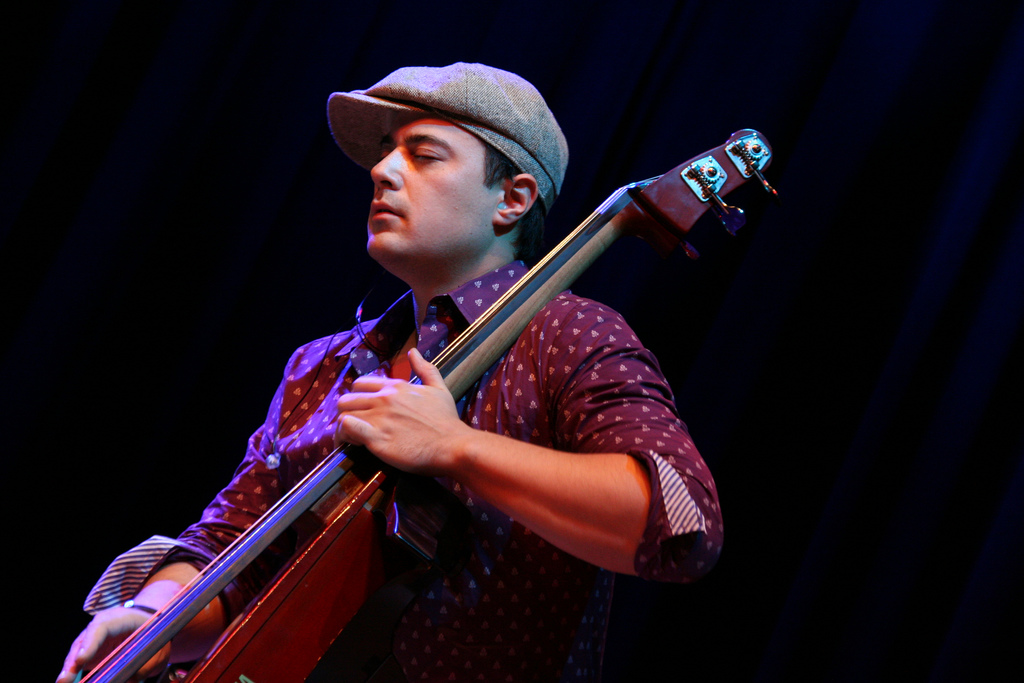

В 1970-х в Дании стала популярной рок-музыка, и джаз перестал быть наиболее распространённым музыкальным жанром. Однако, жанр вовсе не утерял свою актуальность: Копенгагенский Jazzhouse является центром датских и зарубежных исполнителей, а джазовый фестиваль, проводящийся с 1979 года, является одним из передовых джазовых событий в Европе. Другой джазовый фестиваль проводится в Орхусе. В числе современных исполнителей ударник Мэрилин Мазур, гитарист Джейкоб Бро, бас-гитарист Крис Мин Доки, пианист Карстен Дал и др.

## Популярная музыка

### Рок
История датского рока началась с того момента, когда в 1967 году в Дании появилась группа Steppeulvene, участники которой впервые в стране начали писать собственные песни и на датском языке. В том же году была основана психоделическая рок-группа The Savage Rose.
По-настоящему популярным рок стал в Дании 1970-х. В этот период в стране появилось много групп, играющих под влиянием The Beatles, в том числе известная группа Gasolin', которую называли датским ответом The Beatles. Также в 70-е впервые появились певец и гитарист Sebastian, Анна Линнет и группа Shu-Bi-Dua. В 1974 году группа Mermaid выпустила свой одноименный альбом интересного прог-рока.
На мировую арену удалось выйти немногим группам. В частности можно отметить группу D-A-D, которая стала популярной за пределами Дании в конце 1980-х, когда вышел их сингл «Sleeping My Day Away». Также в число таких групп входят Mew, Volbeat, The Blue Van, The Raveonettes, Pretty Maids, Dizzy Mizz Lizzy и др.

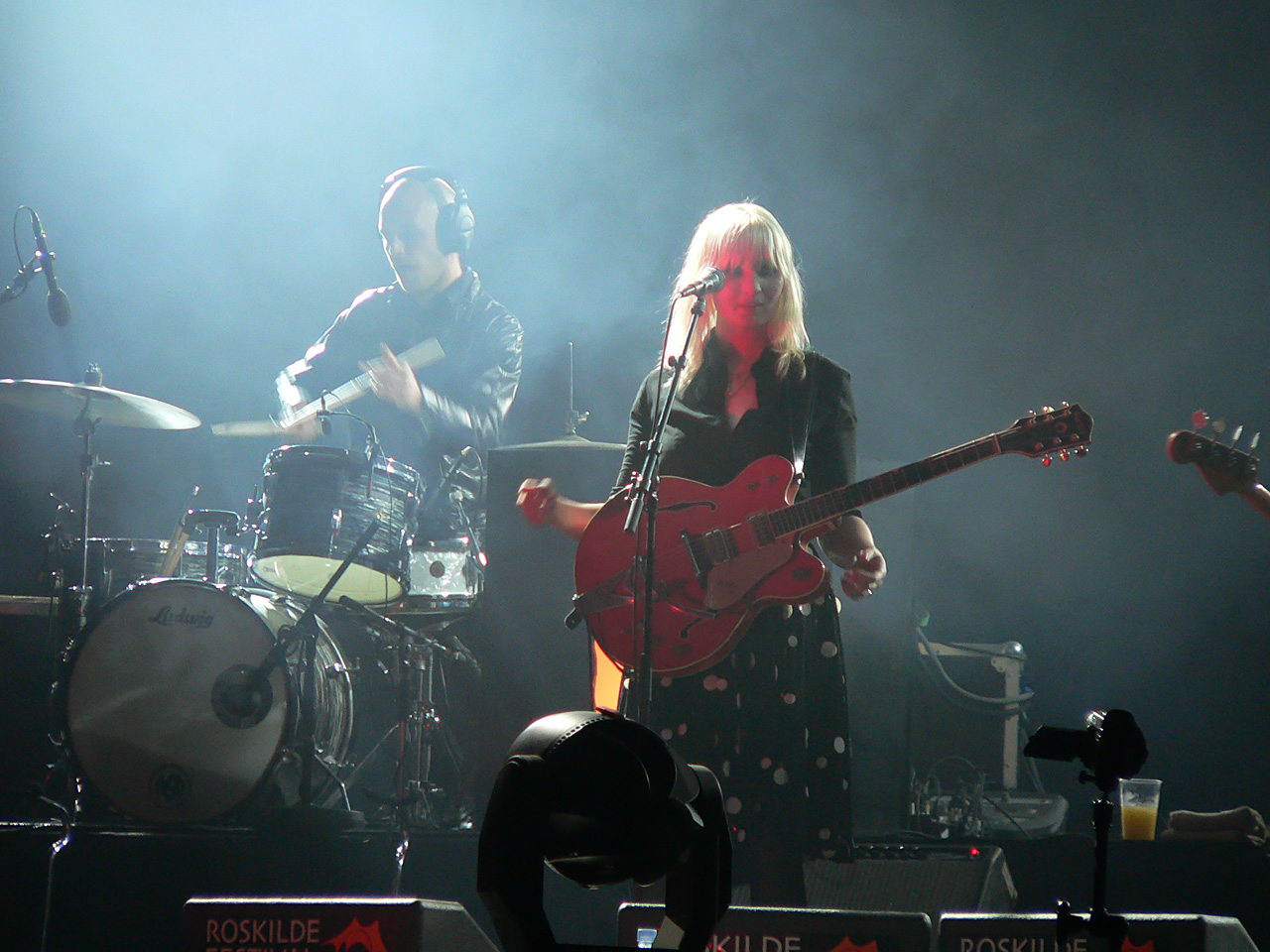
Группа The Raveonettes на фестивале в Роскилле (2005)

Наиболее популярным в мире хэви-метала в наши дни является вокалист и композитор King Diamond, известный своей разнообразной, тяжелой, и, одновременно с этим, мелодичной музыкой, а также очень широким вокальным диапазоном. Все его альбомы концептуальны и рассказывают конкретную историю. Датская хэви-метал группа Mercyful Fate, в которой участвовал King Diamond, стала культовой благодаря драматической лирике и широкому диапазону King Diamond.
В Дании родились барабанщик и основатель трэш-метал группы Metallica Ларс Ульрих и Майк Трамп — основатель группы White Lion.
В городе Роскилле с 1971 года ежегодно проходит рок-фестиваль, известный во всём мире. На фестивале в разное время выступали такие исполнители, как Боб Марли, U2, Metallica, Боб Дилан, Nirvana, Black Sabbath и многие другие. В 2011 году на фестиваль собралось около 130,000 человек.

### Поп
Среди исполнителей поп-музыки в Дании наиболее популярны певица Медина, синглы которой занимают высокие места в датских чартах, а сингл «You and I» стал интернациональным хитом; Томас Хельмиг, больше всех победивший в Danish Music Awards, Расмус Сибах и др. Синглы многих датских певцов становились хитами за рубежом, в том числе сингл «From Paris to Berlin» группы Infernal, поднявшийся до второго места в финском хит-параде, «I Lay My Head» певицы Fallulah, «Riverside» певицы Агнес Обель и многие другие. Некоторые поп-исполнители, добившись успеха на родине, работают заграницей, в их числе певица Oh Land и группа Alphabeat.

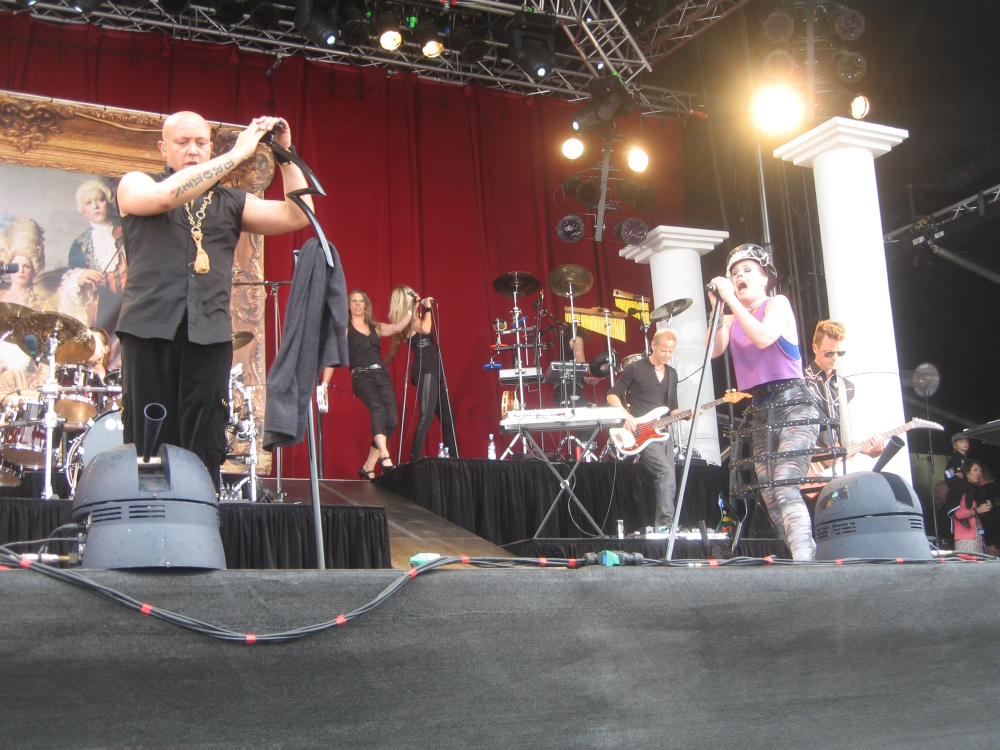
Группа Aqua в 2009 году

Датская группа Michael Learns to Rock стала наиболее продаваемой в Азии, продав там 9 миллионов копий. Самой успешной поп-группой Дании можно назвать группу Aqua, их синглы 90-х становились мировыми хитами, в частности песни «Roses Are Red» (сентябрь 1996), «My Oh My» (февраль 1997), ставшая самым быстро-продаваемым синглом Дании, и известнейший сингл группы «Barbie Girl».
Датское радио организовало музыкальное гран-при, которое определяет представителей страны на конкурсе песни Евровидение. Гран-при вручается с 1957 года. На Евровидении Дания побеждала три раза: в 1963 году, когда представителями были Грета и Юрген Ингманн, в 2000 году, когда песня «Fly on the Wings of Love» поп-рок-группы Olsen Brothers заняла первое место и в 2013 году Эммили де Форест победила с песней «Only Teardrops».
В Дании существует хит-парад синглов, который определяет самые продаваемые в стране хиты.

### Электронная музыка
Пионерами электронной музыки в Дании была Мари Эльза Паде в 1950-х. После Паде жанр развили её друзья — композиторы Пьер Шеффер и Карлхайнц Штокхаузен.
Ставший популярным в 1980-х диджей Кеннет Беджер основал в Копенгагене эйсид-хаус. Он сотрудничает со многими известными диджеями и исполнителями (Полом Окенфолдом, Gotan Project и др.), которые впервые посетили Данию именно благодаря ему. Успеха в жанре также добились группа Efterklang, совмещая электронную музыку с инди-роком, и перкуссионный дуэт Safri Duo, смешавший электро с этнической музыкой.

## Танцы
На территории современной Дании танцы были распространены ещё в глубокой древности. Археологические раскопки свидетельствуют о том, что танцевальные представления существовали уже в IX—V веках до н. э. Известно, что танцы играли важную культурную роль в средневековье. На фресках некоторых средневековых церквей Дании изображены сцены из танцев. В частности, сохранилась фреска 1380 года, запечатлевшая хороводный танец. Хороводы были очень популярны у крестьян. Любовь простых людей к этому танцу не угасала и в XIX веке. В школьных драмах XVI века часто использовались танцы. В знатных семьях были распространены парные танцы, в том числе менуэты, вальсы и польки. В XVI веке в моду вошли немецкие и французские парные танцы.

### Балет
Балет в Дании начал развиваться в XVII веке. До середины XIX века датский балет был тесно связан с драматическим театром, поскольку развивался внутри него. В основанном в 1722 году датском придворном театре ставились балеты Мольера, здесь работал Жан Ланде в 1723—1728 годах, в датском Королевском театре существовала балетная труппа. В Королевском театре в 1754 году итальянцем А. Комо были организованы танцевальные классы, реорганизованные в школу в 1771 году П. Лораном.

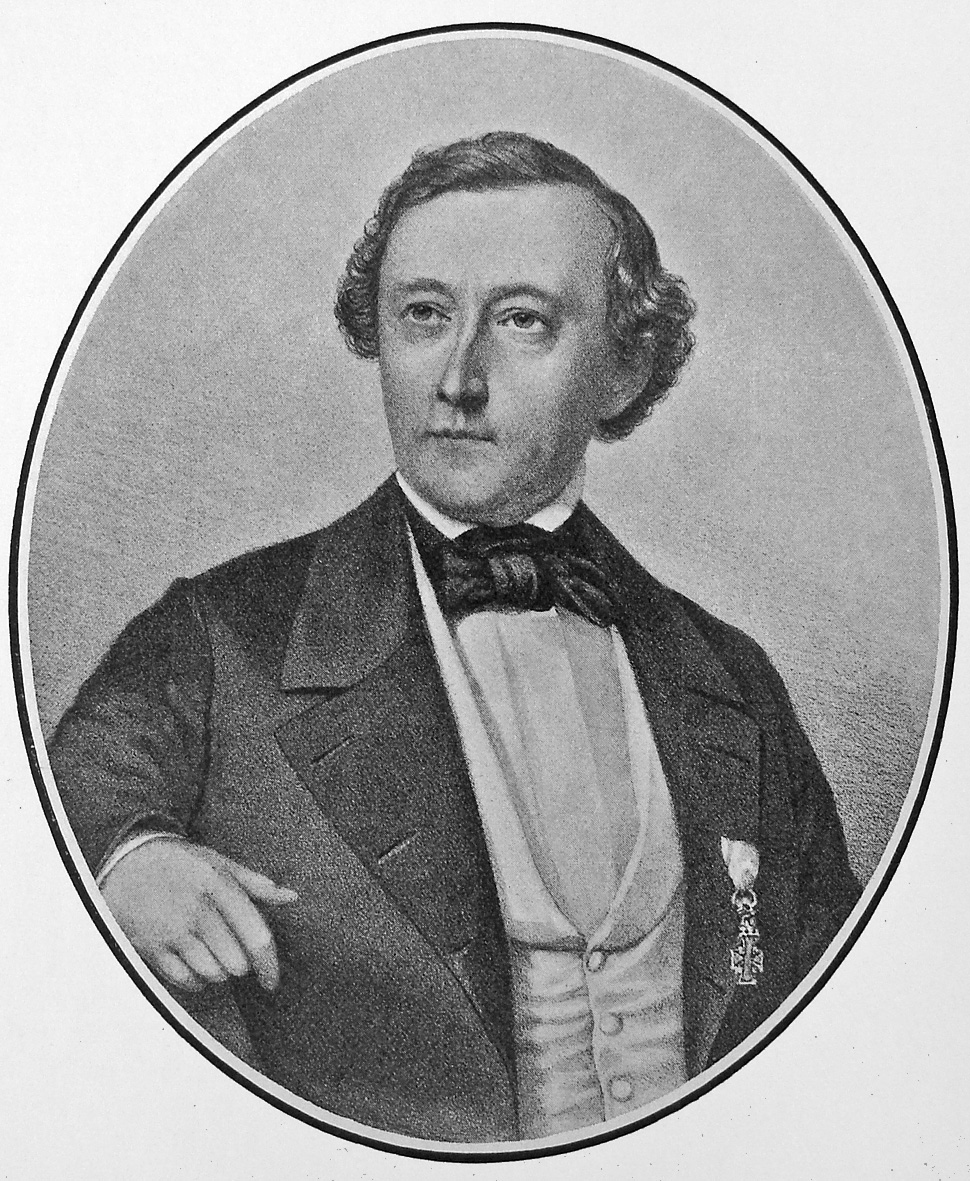
Август Бурнонвиль

Большую роль в развитии датского балета сыграл итальянец Винченцо Галеотти, в 1755—1816 годах действовавший в Королевском театре. Наиболее известная постановка Галеотти в Копенгагене — это «Ромео и Джульетта» (1811), музыку к которой сочинил композитор К. Шалль. После Галеотти балетную труппу возглавлял Антуан Бурновиль (до 1823 года). Его сын Август Бурнонвиль, руководивший Королевским датским балетом в 1829—1877 годах, оказал наибольшее влияние на формирование балета в Дании. Его методика по сей день входит в практику датского балета. В Копенгагене под его руководством ставились балеты «Сильфида» (в котором он сам исполнил одну из главных ролей), «Неаполь» и др. Творчество Бурнонвиля, в котором проявились специфические черты датского романтизма, тесно связано с фольклором Дании, Италии, Испании и России; он часто обращался к скандинавской мифологии. Бурнонвиль воспитал многих выдающихся артистов балета, в том числе Людвига Гаде и Ханса Бека, которые в определённые периоды также руководили балетной труппой. Именно в середине XIX века определились основные характерные черты датского балета.
Начало XX века является важным этапом в развитии датского балета. До приезда в Данию Михаила Фокина в 1925 году основой репертуара Королевского балета были постановки Бурнонвиля, бережно хранившиеся его учениками и последователями, но после влияния реформы Фокина в репертуар вошли Шопениана, «Петрушка» и Половецкие пляски. Постановками балетов Фокина занимался Харальд Ландер, руководивший труппой в 1931—1951 годах. Ландер внёс важный вклад в развитие Королевского балета; помимо балетов Фокина и Бурнонвиля он часто ставил в Королевском театре свои собственные работы: одноактные балеты (примечательны «Этюды»). В 1930—1931 годах в Копенгагене работал балетмейстер Джордж Баланчин. В первой половине XX века популярностью пользовались исполнители Эрик Брун, Люсиль Гран, Эльна Лассен, Аделина Жене, Марго Ландер и др.
Вторая половина XX века примечательна периодом Флемминга Флиндта, который руководил труппой в 1966—1978 годах. Флиндт восстановил постановки Бурнонвиля и одновременно ставил балеты актуальных стилей. С 1771 года при труппе работает школа. Известные исполнители конца XX века: Николай Хьюббе, Палле Якобсен, Йохан Кобборг и др.
Несмотря на то, что в репертуар сегодняшнего датского балета входят современные постановки, всё же в нём почитаются старые традиции. В 2008 году труппу возглавил Николай Хьюббе, переехавший в Копенгаген из Нью-Йорка, поставивший «Сильфиду» Бурнонвиля.

## Музыкальные центры

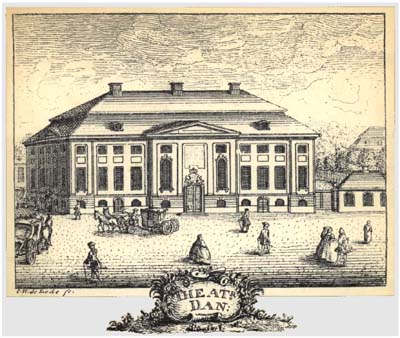
Здание Королевского театра Дании, 1748

Крупнейшим театром Дании является Королевский театр. Основанный в 1722 году под названием «Датская сцена», он был закрыт в 1728 году  и открыт заново в 1748 году. Начиная с конца XIX века на сцене театра ставились оперы зарубежных (В. Моцарта, Дж. Верди, П. И. Чайковского, Дж. Пуччини) и датских (К. Нильсена, А. Энны, К. Рисагера, К. Еппесена, Э. Хамерика) композиторов. Подразделениями Королевского театра являются Оперный театр Копенгагена (действует с 2005 года) и Театральный дом (с 2008 года). Здания этих двух театров расположены в гавани Копенгагена напротив друг друга.
На данный момент в Дании действуют 5 консерваторий: Копенгагенская консерватория (1867) — старейшая консерватория Дании, Ютландская (1926, Орхус), Фюнская (1929, Оденсе), Североютландская (1930, Ольборг) и Западноютландская (1945, Эсбьерг). Также большую роль в сохранении датской музыки играют Королевская библиотека (основана в 1648 году) и Музей истории музыки (основан в 1898 году), содержащие много музыкальной литературы.

### Комментарии
1. ↑  С 1770 года назывался Королевским оперным театром.
2. ↑  В 1890—1899 годах Хартман был её директором.
3. ↑  В дальнейшем слилось с Обществом молодых музыкантов (основано в 1920 году).
4. ↑  В особенности были популярны американский саксофонист Чарли Паркер и трубач Диззи Гиллеспи.
5. ↑  Англоязычная версия сингла Медины под названием «Kun for Dig» (рус. "Только для вас").
6. ↑  Примечателен один бурнонвильский «шик», сохранившийся до наших времён, когда труднейшие движения выделывались не отчётливо и технично, а как бы «между прочим».[41]